# Слатина на Бебрави
Слатина на Бебрави (слч. Slatina nad Bebravou) насељено је мјесто са административним статусом сеоске општине (слч. obec) у округу Бановце на Бебрави, у Тренчинском крају, Словачка Република.

## Становништво
| Година:    | 1994. | 2004.   | 2014.    | 2024.   |
| ---------- | ----- | ------- | -------- | ------- |
| Број људи: | 526   | 505     | 435      | 456     |
| Разлика:   |       | -3,99 % | -13,86 % | +4,82 % |

| Година:    | 2023. | 2024.   |
| ---------- | ----- | ------- |
| Број људи: | 452   | 456     |
| Разлика:   |       | +0,88 % |

Према подацима о броју становника из 2011. године насеље је имало 450 становника.